# Francisco Joaquín Pérez Rufete
Francisco Joaquín Pérez Rufete (Benejússer, 20 de novembre de 1976), més conegut com a Rufete, és un exfutbolista valencià que jugava com a interior dret. Entre 2013 i 2015 va ser el director esportiu del València CF. També ha fet d'entrenador de futbol, entrenant, entre d'altres equips, el RCD Espanyol. L'estiu de 2006 el València CF li va donar la carta de llibertat, podent fitxar per l'Espanyol.

## Palmarès
| Títol                 | Club         | País    | Any       |
| --------------------- | ------------ | ------- | --------- |
| Campió de laLa lliga  | València CF  | Espanya | 2001-2002 |
| Campió de la La lliga | València CF  | Espanya | 2003-2004 |
| Copa de la UEFA       | València CF  | Espanya | 2004      |
| Supercopa d'Europa    | València CF  | Espanya | 2004      |
| Subcampió UEFA        | RCD Espanyol | Espanya | 2006-2007 |